# Étrépagny
Étrépagny è un comune francese di 3 827 abitanti situato nel dipartimento dell'Eure nella regione della Normandia.

## Società

### Evoluzione demografica
Abitanti censiti